# Množivý reaktor
Množivý reaktor (anglicky Fast breeder reactor), zkratkou FBR, je typ jaderného reaktoru, který během svého provozu vytvoří více štěpného materiálu než kolik spotřebuje. Přebytečné neutrony ze štěpení jsou totiž využívány k přeměně množivých materiálu na štěpné. Zpravidla se používá Th-U a U-Pu palivový cyklus. Aby byl takový reaktor schopen udržet řetězovou reakci, musí štěpením vzniknout více než dva neutrony. Z tohoto důvodu se zpravidla jedná o rychlé reaktory, které nepoužívají moderátor. Štěpení rychlými neutrony totiž produkuje více volných neutronů.

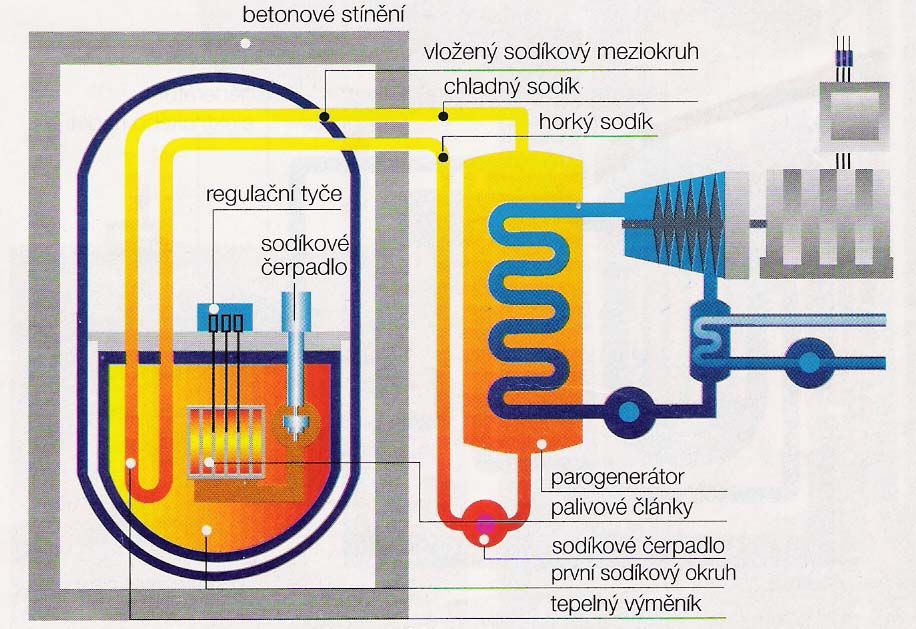
Schéma FBR reaktoru

## Reaktory typu FBR
Palivem v rychlých množivých reaktorech je plutonium ve směsi oxidu plutoničitého a uraničitého. K udržení řetězové reakce tyto reaktory používají nezpomalené neutrony, tj.: reaktor nemá moderátor. Za této situace je účinný průřez jader uranu a plutonia pro vyvolání štěpné reakce mnohem menší než při štěpení jader pomalými neutrony. Pravděpodobnost, že nastane požadovaná interakce neutronů s těžkými jádry, se s rostoucí kinetickou energií neutronů snižuje, proto kvůli zajištění řetězového průběhu jaderného štěpení musí palivo obsahovat větší podíl štěpného nuklidu. Palivo je tvořené směsí izotopů uranu, plutonia (případně thoria) a zirkonu, většinou ve formě oxidu, fluoridu a nebo kovu. Vysoké procento obohacení, vyšší zastoupeni štěpného materiálu k objemu aktivní zóny vede k mnohem vyšší výkonové hustotě aktivní zóny, než je tomu u vodou moderovaných reaktorů. To se sebou přináší značné požadavky na chladicí systém reaktoru. Vzhledem k tomu, že by voda moderovala neutrony je potřeba zvolit jiné chladivo, zpravidla sodík nebo olovo. Oba kovy jsou při pokojové teplotě v pevném skupenství, kvůli tomu je potřeba chladivo ohřívat i během odstávky, aby se předešlo jeho ztuhnuti.

## Chladicí okruhy reaktoru a otázka bezpečnosti provozu

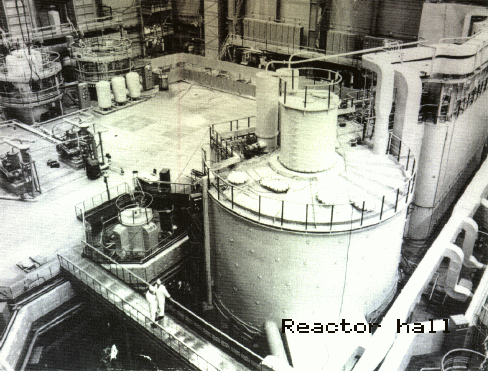
Sovětský rychlý sodíkem chlazený reaktor BN-350

U rychlého množivého reaktoru smyčkového typu je sodíkem jako chladicí kapalinou obklopena aktivní zóna reaktoru (jako součást prvního sodíkového okruhu), oběhová čerpadla a další prvky pro zajištění a řízení chodu reaktoru jsou umístěny v reaktorové nádobě odděleně (u reaktorů bazénového typu jsou všechny komponenty včetně čerpadel ponořeny do nádrže naplněné sodíkem). Ohřátý sodík proudí do tepelného výměníku, kde proběhne tepelná výměna s chladnějším sodíkem proudícím ve vedení vloženého sodíkového okruhu. Sodík v rámci vloženého sodíkového okruhu proudí do parogenerátoru, kde tepelnou výměnou ohřívá vodu a mění ji na páru. Pára v rámci oběhu třetím okruhem roztáčí parní turbínu, na ni napojené alternátory generují elektrický proud. Zásadním problémem při použití sodíku jako chladicí kapaliny je jeho chemická reaktivita s kyslíkem a vodou. Musí proto být zajištěno co nejbezpečnější oddělení sodíkového okruhu od vody i vzduchu. Konstrukce reaktoru musí respektovat skutečnost, že sodík po odstavení reaktoru za běžné teploty ztuhne a změní svůj objem. Sodík ve vedení prvního sodíkového okruhu se rovněž stane radioaktivním, vystavením záření aktivní zóny reaktoru.

## Thorium-uranový palivový cyklus
Prvek thorium má třikrát vyšší zastoupení v zemské kůře než uran. V souvislosti s množivým charakterem 232Th se v rámci dlouhodobějších perspektiv uvažuje o využití Th-U palivového cyklu, který využívá množivý 232Th a štěpný 233U. Po zachycení neutronu jádrem 232Th a dvou následných beta přeměnách je konečným produktem 233U, jehož účinný průřez pro štěpení je vyšší než u 239Pu či 235U a je tedy vhodným izotopem pro vyvolání jaderné řetězové reakce. Stejně jako v případě použití izotopu 238U by se prostřednictvím reaktoru typu FBR produkovaný materiál (bohatý na izotop 233U) stal základem pro výrobu jaderného paliva pro další jaderné reaktory. Na rozdíl od uranu se v přírodě vyskytuje jen jeden izotop thoria, který není štěpný. Pro dosažení prvního kritického stavu je tak potřeba jako část paliva použít vysoce obohacený uran nebo plutonium, případně jejich kombinaci ve formě například MOX paliva.

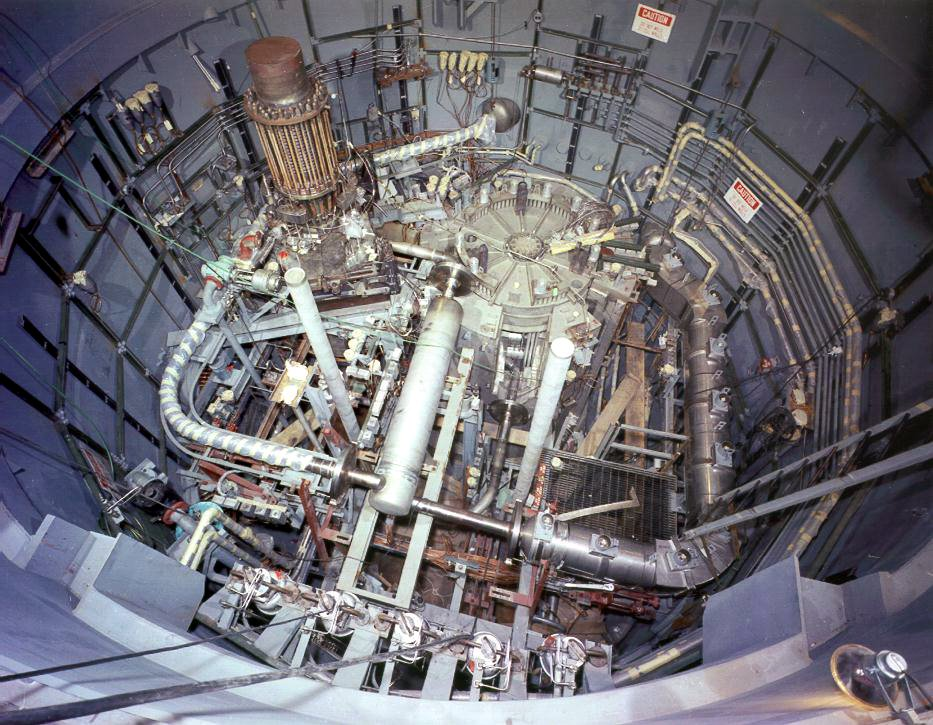
Americký rychlý reaktor na bázi kapalných solí s Th-U palivem MSRE

Jednou z hlavních výhod Th-U cyklu je jeho přirozená odolnost vůči zneužiti pro výrobu materiálu do jaderných zbraní. Během množení 233U dochází i ke vzniku 232U. Tento vedlejší produkt vyzařuje intenzivní vysokoenergetické gama záření, které komplikuje nakládání s uranem vytvořeným touto cestou. 232U sice komplikuje přepracovávání paliva pro civilní využití v energetice, zároveň však téměř znemožňuje zneužití 233U v jaderných zbraních kvůli obtížnému nakládání s štěpným materiálem. Oddělit tyto dva izotopy uranu je v současné době prakticky nemožné.

## Modely reaktorů typu FBR
| Název       | Země       | Chladivo | Palivový cyklus | Výkon (MWe) | Rok spuštění |
| ----------- | ---------- | -------- | --------------- | ----------- | ------------ |
| BN-600      | Rusko      | sodík    | U-Pu            | 600         | 1980         |
| BN-800      | Rusko      | sodík    | U-Pu            | 800         | 2015         |
| BN-350      | Kazachstán | sodík    | U-Pu            | 350         | 1973         |
| Phénix      | Francie    | sodík    | U-Pu            | 233         | 1973         |
| Superphénix | Francie    | sodík    | U-Pu            | 1200        | 1985         |
| Monju       | Japonsko   | sodík    | U-Pu            | 280         | 1995         |
| EBR-II      | USA        | sodík    | U-Pu            | 20          | 1965         |
| MSRE        | USA        | LiF      | Th-U            | 0           | 1965         |
| SNR-300     | Německo    | sodík    | U-Pu            | 327         | 1985         |